# Tijonki
Tijonki (del ruso: Тихонький) es un jútor del raión de Tijoretsk del krai de Krasnodar. Está situado en las llanuras de Kubán-Priazov, en la orilla izquierda del río Tijonkaya, tributario del Chelbas, 11 km al nordeste de Tijoretsk y 128 km al nordeste de Krasnodar, la capital del krai. Tenía 392 habitantes en 2010.
Pertenece una parte al municipio Fastovetskoye (64 hab.) y la otra (328 hab.), junto a la vía de ferrocarril, al Tijorétskoye.

## Transporte
La estación de ferrocarril más cercana está en Tijoretsk.
La carretera federal M-29 Cáucaso Pávlovskaya-frontera azerí pasa al este de la localidad.